# Église Notre-Dame de Maurepas
L’église Notre-Dame est un édifice religieux qui se trouve dans la commune française de Maurepas, dans les Yvelines.

## Historique
L'histoire de cette date église date de 1968, lorsque l'église Saint-Sauveur devient trop petite pour accueillir l'accroissement de la ville. Jusque-là, les offices se faisaient dans une baraque de chantier située près de la gendarmerie, surnommée Notre-Dame de la Tôle,.
Elle est bâtie sur un terrain offert par le groupe Riboud. L’entreprise chargée de la construction a réalisé cette opération au prix coûtant. Elle a été consacrée le 22 décembre de cette année par Mgr Louis Simonneaux.
En 2003, une campagne de travaux remplace certains locaux et procède à la réfection du chœur.
Elle est victime de dégradations en 2015.
Fermée pendant un an de travaux à la suite de fissures dans la charpente en bois, elle rouvre en 2018,.

## Description
Elle est l'œuvre de l'architecte Roland Prédiéri, qui avec Jacques Riboud, choisit de prendre le contre-pied de la théorie des grands ensembles.
C'est un édifice de plan rectangulaire et sans piliers. Les bancs sont disposés en demi-cercle autour de l’autel posé sur une estrade au pied d'un mur de briques de seize mètres de hauteur. Elle peut accueillir 650 fidèles.
En 1972, le sculpteur Robert Lesbounit orne sa façade d'une fresque de 250 mètres carrés.intitulée « Paix sur le Monde »,,.

## Paroisse
Le saint-patron de la paroisse est Notre-Dame de l'Espérance.

## Mobilier
En 2020, la générosité d'un paroissien a permis l'acquisition d'un orgue acheté d'occasion sur Internet en Pologne. Cet instrument de 910 tuyaux, remonté en un mois par un facteur d'orgue et un menuisier, a été béni et inauguré le 6 septembre 2020.